# Paractora asymmetrica
Paractora asymmetrica är en tvåvingeart som först beskrevs av Günther Enderlein 1930.  Paractora asymmetrica ingår i släktet Paractora och familjen Helcomyzidae.
Artens utbredningsområde är Macquarieön. Inga underarter finns listade i Catalogue of Life.